# Laborde, Argentina
Laborde är en ort i Argentina.   Den ligger i provinsen Córdoba, i den centrala delen av landet, 400 km väster om huvudstaden Buenos Aires. Laborde ligger 127 meter över havet och antalet invånare är 5 492.
Terrängen runt Laborde är mycket platt. Runt Laborde är det glesbefolkat, med 9 invånare per kvadratkilometer.. Laborde är det största samhället i trakten.
Trakten runt Laborde består till största delen av jordbruksmark.